# Frankenia pulverulenta
Espèce
Classification phylogénétique
Synonymes
- Franca pulverulenta (L.) Vis., 1871[1]
- Frankenia pampeana Speg., 1913[1]
- Frankenia pulverulenta subsp. pulverulenta L., 1753[1]

Frankenia pulverulenta, qui a pour nom commun Frankénie pulvérulente, Frankénie cotonneuse ou Frankénie annuelle, est une espèce de plante de la famille des Frankeniaceae et du genre Frankenia.

## Description
Frankenia pulverulenta est une plante annuelle prostrée qui atteint 5 à 30 cm de haut. Elle forme des tapis grâce à de fortes ramifications. Les petites feuilles simples sont opposées ou verticillées et ont de courtes tiges. Elles sont entières, arrondies à tronquées ou échancrées et allongées à obovales ou, plus rarement, ovoïdes, mesurant 1 à 8 mm de long et 0,5 à 4 mm de large. Elles sont plus ou moins nues sur le dessus, avec parfois une croûte de sel blanche, et poussiéreuses et finement poilues en dessous. Le bord de la feuille est parfois courbé vers le bas.
Les petites fleurs hermaphrodites à périanthes doubles apparaissent seules ou se dressent en épis terminaux ou axillaires avec peu de fleurs. Le calice allongé et côtelé mesure de 2,5 à 4 mm de long et légèrement poilu ou presque glabre. Les cinq pétales libres, roses à violet clair, longs de 3 à 5 mm, sont obovales ou oblongs avec une écaille à l'intérieur à la base. Il y a généralement six étamines présentes. L'ovaire est supère avec un style lobé et ramifié. Le fruit à plusieurs graines est une petite capsule enfermée dans le calice.
L'espèce fleurit entre mars et novembre.
Le nombre de chromosomes est 2n = 20.

## Répartition
Frankenia pulverulenta est présente dans le sud et le sud-est de l'Europe, en Afrique, en Turquie, en Syrie, en Égypte, en Iran, en Sibérie, en Arabie et dans l'ouest du Pakistan. En Afrique du Sud, on la trouve du sud-ouest le long de la côte du Cap jusqu'à Port Elizabeth, également à l'intérieur des terres, par exemple sur les marais salants. L'espèce est introduite en Amérique du Nord, en Amérique du Sud et en Australie.
Elle pousse sur les sols sableux humides en mer et à l’intérieur des terres.

## Systématique
Frankenia pulverulenta est décrite pour la première fois par Carl von Linné en 1753 sous le nom de Frankenia pulverulenta. Le nom Frankenia rend hommage à Johannes Franck, latinisé Frankenius (1590-1661), médecin et botaniste suédois.
Deux sous-espèces peuvent être distinguées dans la région méditerranéenne :
- Frankenia pulverulenta L. subsp. pulverulenta
- Frankenia pulverulenta subsp. florida (L.Chevall.) Maire : Maroc, Algérie.

## Parasitologie
La feuille a pour parasites Aristotelia frankeniae, Epidola stigma (en), Agdistis frankeniae, Myzus cerasi.